# Maďarsko na Letních olympijských hrách 1932
Maďarsko na Letních olympijských hrách v roce 1932 v kalifornském Los Angeles reprezentovala výprava 58 sportovců (56 mužů a 2 ženy) v 11 sportech.

## Medailisté
| Medaile | Jméno | Sport                | Soutěž                                         |
| ------- | --- | -------------------- | ---------------------------------------------- |
| Zlato   | István Énekes | Box                  | Muži váha muší do 50,8 kg                      |
| Zlato   | György Piller | Šerm                 | Muži jednotlivci šavle                         |
| Zlato   | Aladár Gerevich Gyula Glykais Endre Kabos Attila Petschauèr Ernõ Nagy György Piller                                                          | Šerm                 | Družstvo mužů šavle                            |
| Zlato   | István Pelle | Sportovní gymnastika | Muži kůň našíř                                 |
| Zlato   | István Pelle | Sportovní gymnastika | Muži prostná                                   |
| Zlato   | István Barta György Bródy Olivér Halassy Márton Homonnai Sándor Ivády Alajos Keserű Ferenc Keserű János Németh Miklós Sárkány József Vértesy | Vodní pólo           | Družstvo mužů                                  |
| Stříbro | István Pelle | Sportovní gymnastika | Muži bradla                                    |
| Stříbro | István Pelle | Sportovní gymnastika | Muži víceboj jednotlivci                       |
| Stříbro | Ödön Zombori | Zápas                | muži, volný styl do 56 kg                      |
| Stříbro | Károly Kárpáti | Zápas                | muži, volný styl do 66 kg                      |
| Bronz   | Endre Kabos | Šerm                 | Muži jednotlivci šavle                         |
| Bronz   | Erna Bogáthy Bogen | Šerm                 | Ženy jednotlivci fleret                        |
| Bronz   | Zoltán Soós Hradetzky | Sportovní střelba    | Muži 50 metrů libovolná malorážka 60 ran vleže |
| Bronz   | István Bárány László Szabados András Székely András Wanié                                                                                    | Plavání              | Muži štafeta 4 × 200 m volný styl              |
| Bronz   | József Tunyogi | Zápas                | muži, volný styl do 79 kg                      |